# القوات الجوية الإندونيسية
القوات الجوية الإندونيسية ((بالإندونيسية: Tentara Nasional Indonesia-Angkatan Udara)‏, TNI–AU)، هي الفرع الجوي في القوات المسلحة الوطنية الإندونيسية. يعمل في القوات الجوية الإندونيسية 37850 موظف، ولديها 110 طائرة مقاتلة. يشتمل على طائرات سو-27 وسو-30 ومقاتلة إف-16 فايتينغ فالكون. وقد اختار سلاح الجو أيضا SU-35 مقاتلة سو-35 لتحل محل المتقادمة نورثروب إف-5.

## التاريخ

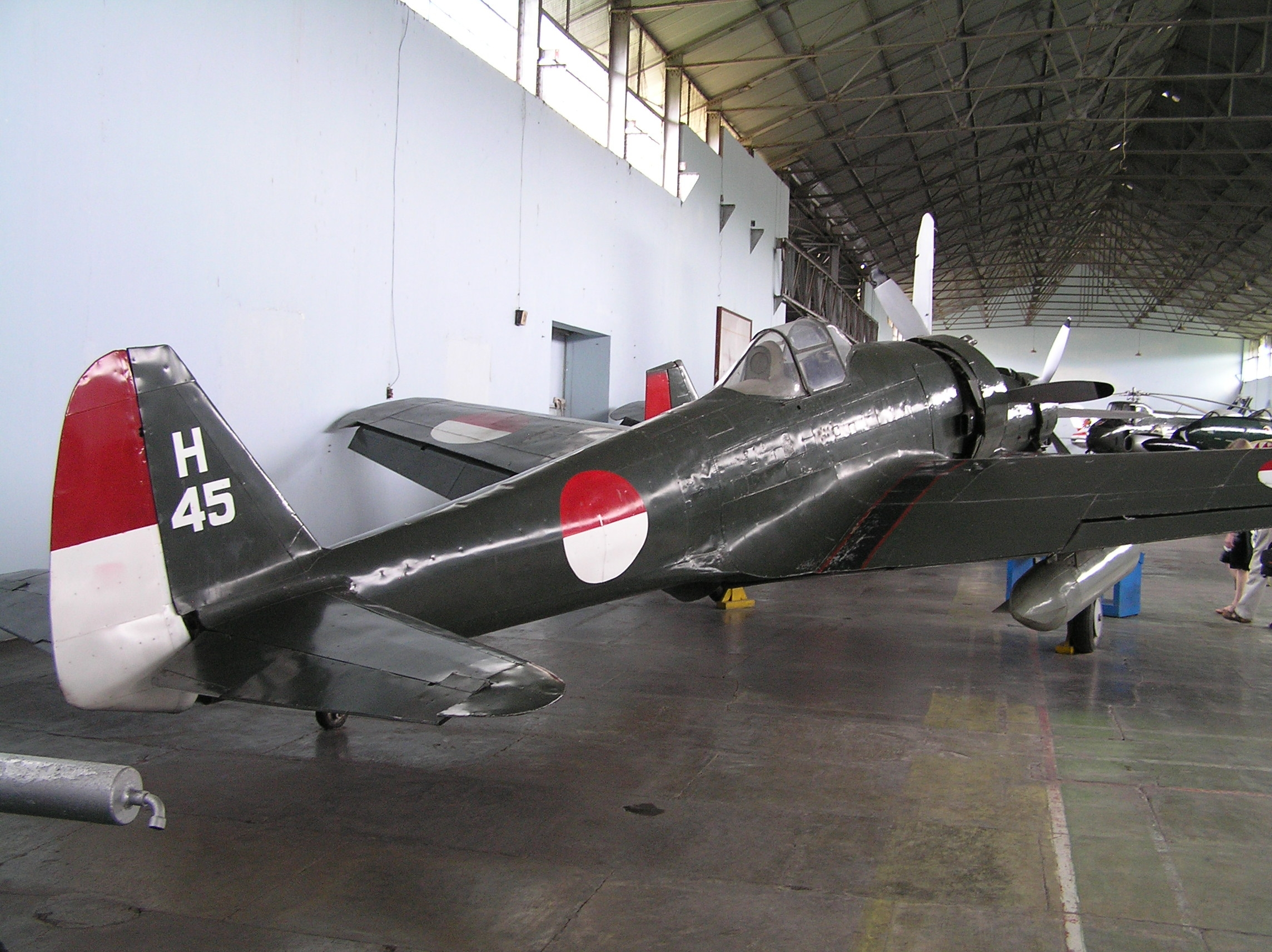
Captured Nakajima Ki-43 Oscar used by the Indonesians in the War of Independence. Note the early roundel version.

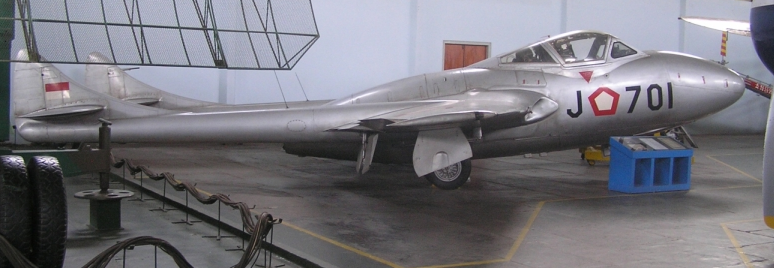
دي هافيلاند فامباير of the Indonesian Air Force

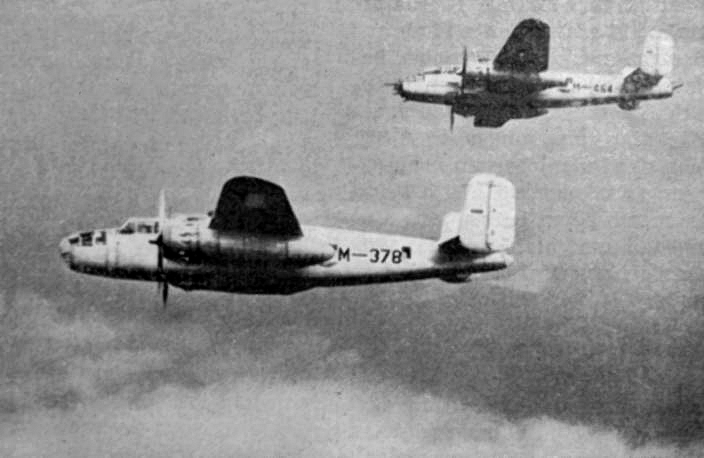
B-25 Mitchell bombers of the AURI in the 1950s

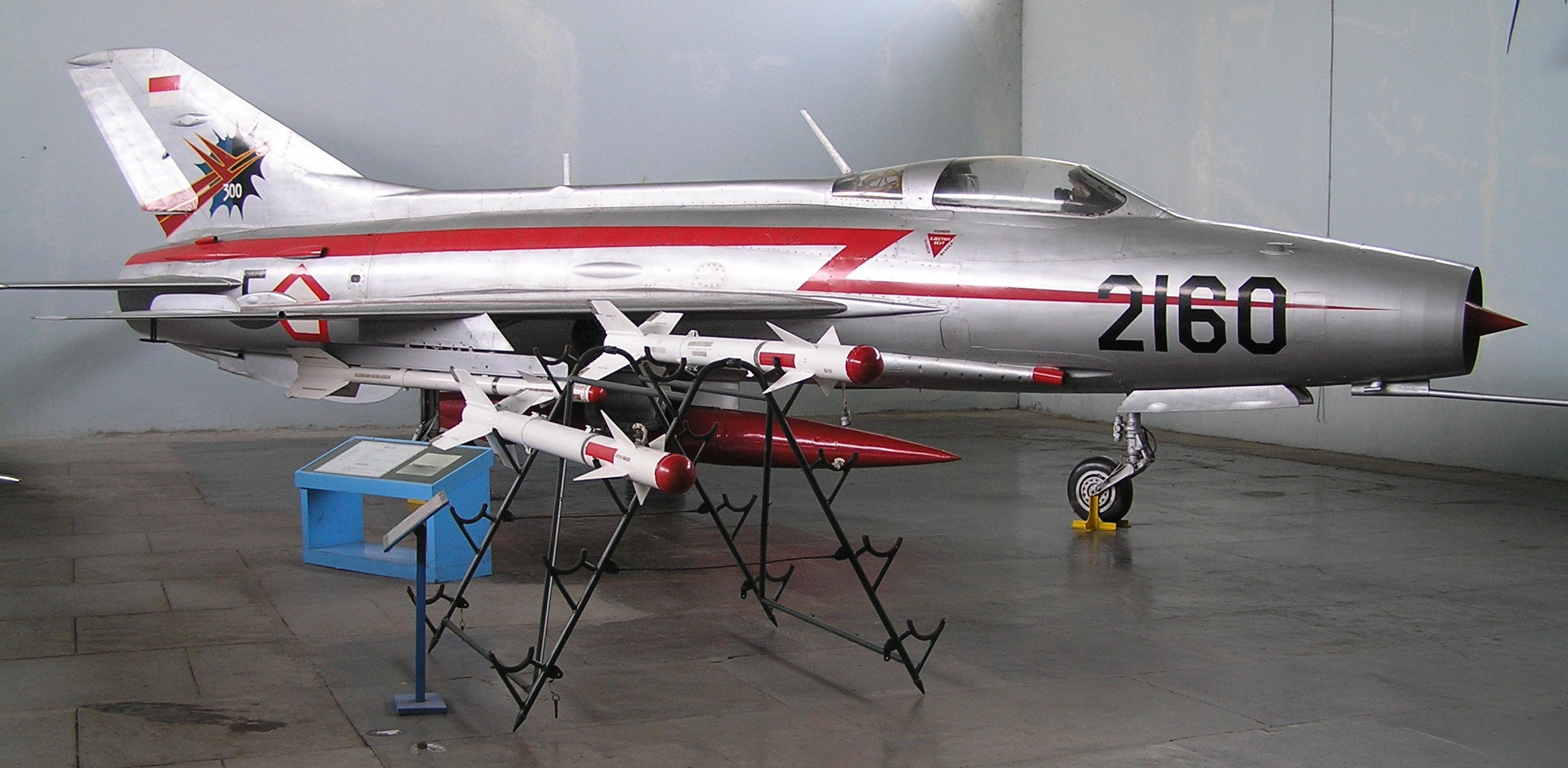
Indonesian Air Force ميكويان-غوريفيتش ميغ-21 in the Air Force Museum

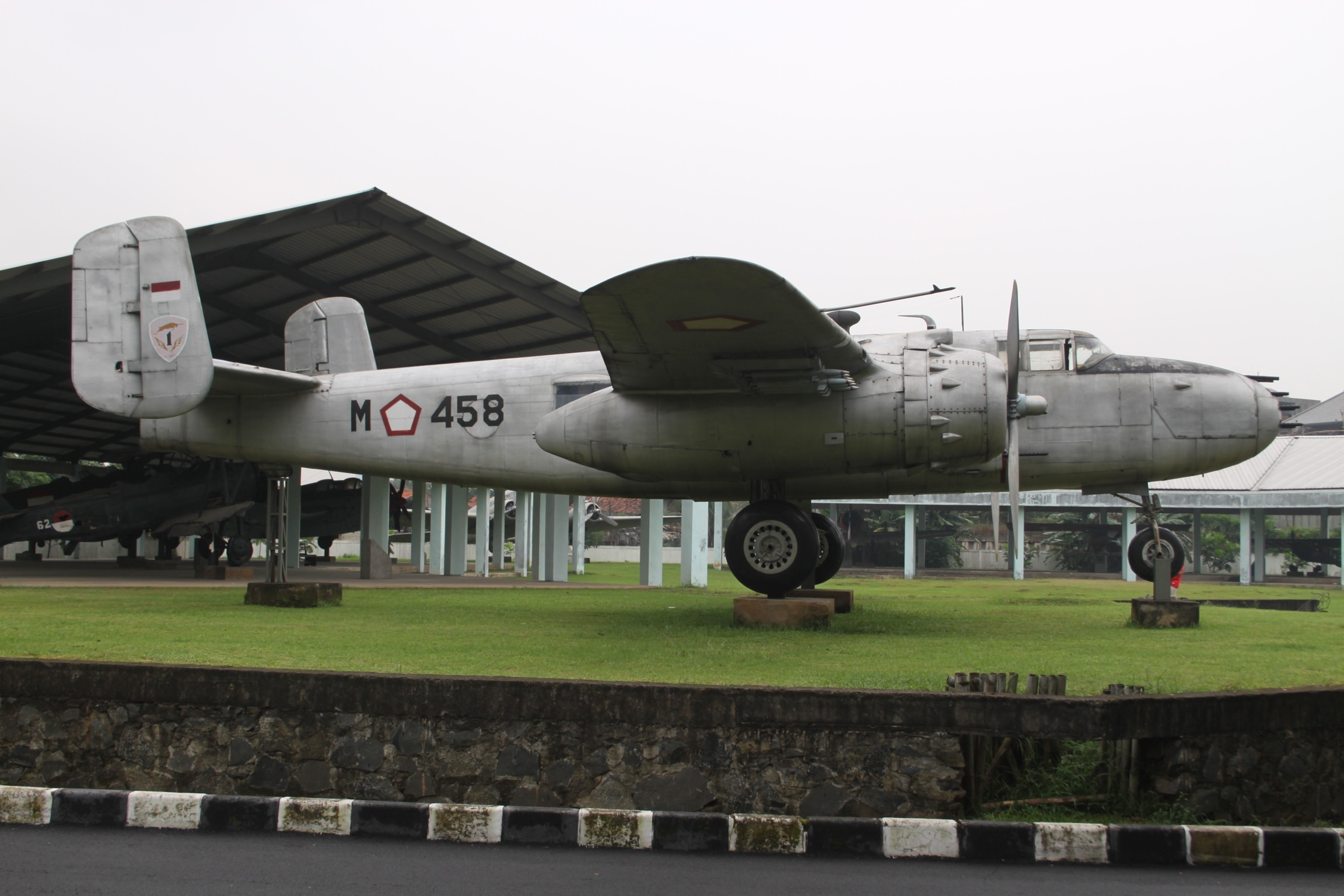
Indonesian Air Force B-25 Mitchell at the Jakarta Armed Forces Museum

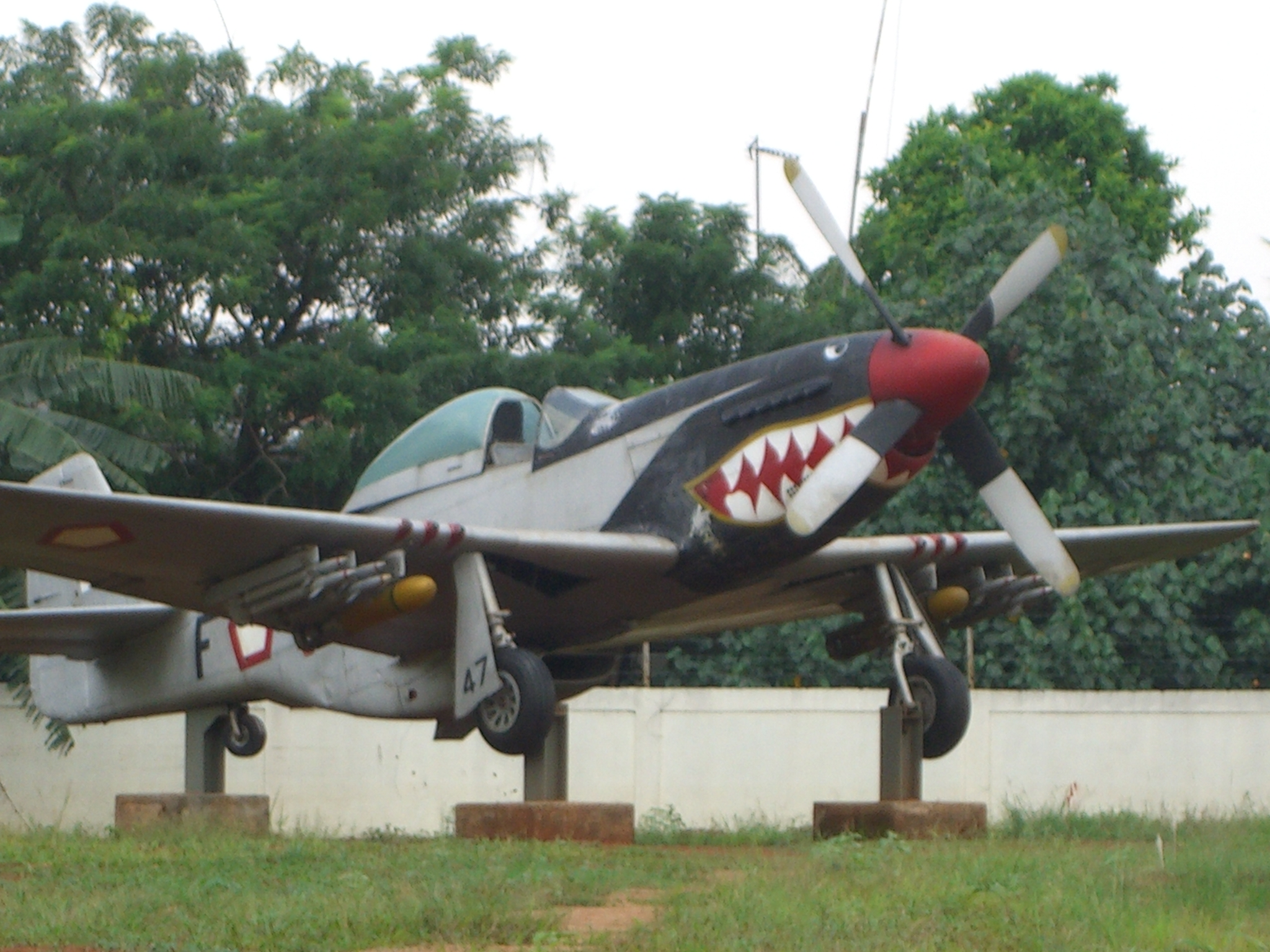
Indonesian Air Force P-51

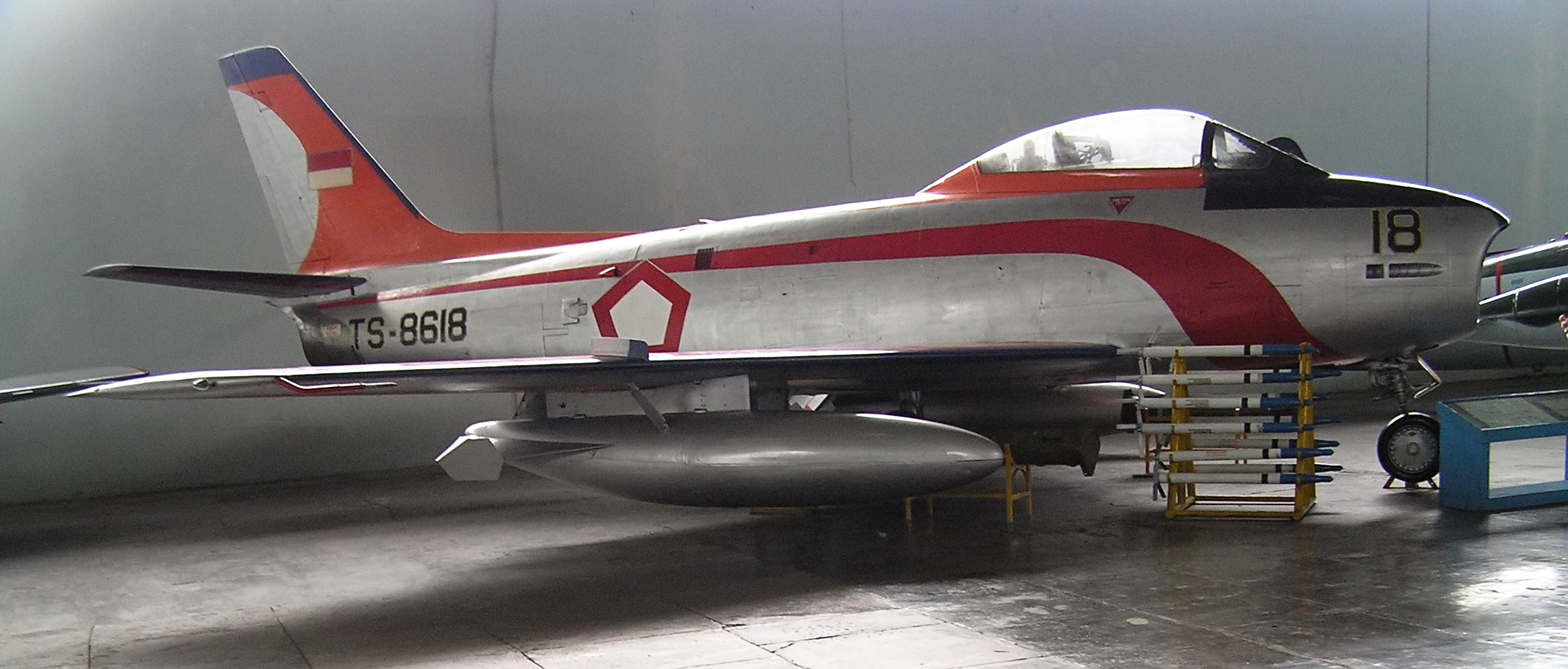
An Australian-built CAC Sabre, as used by the Indonesian Air Force.

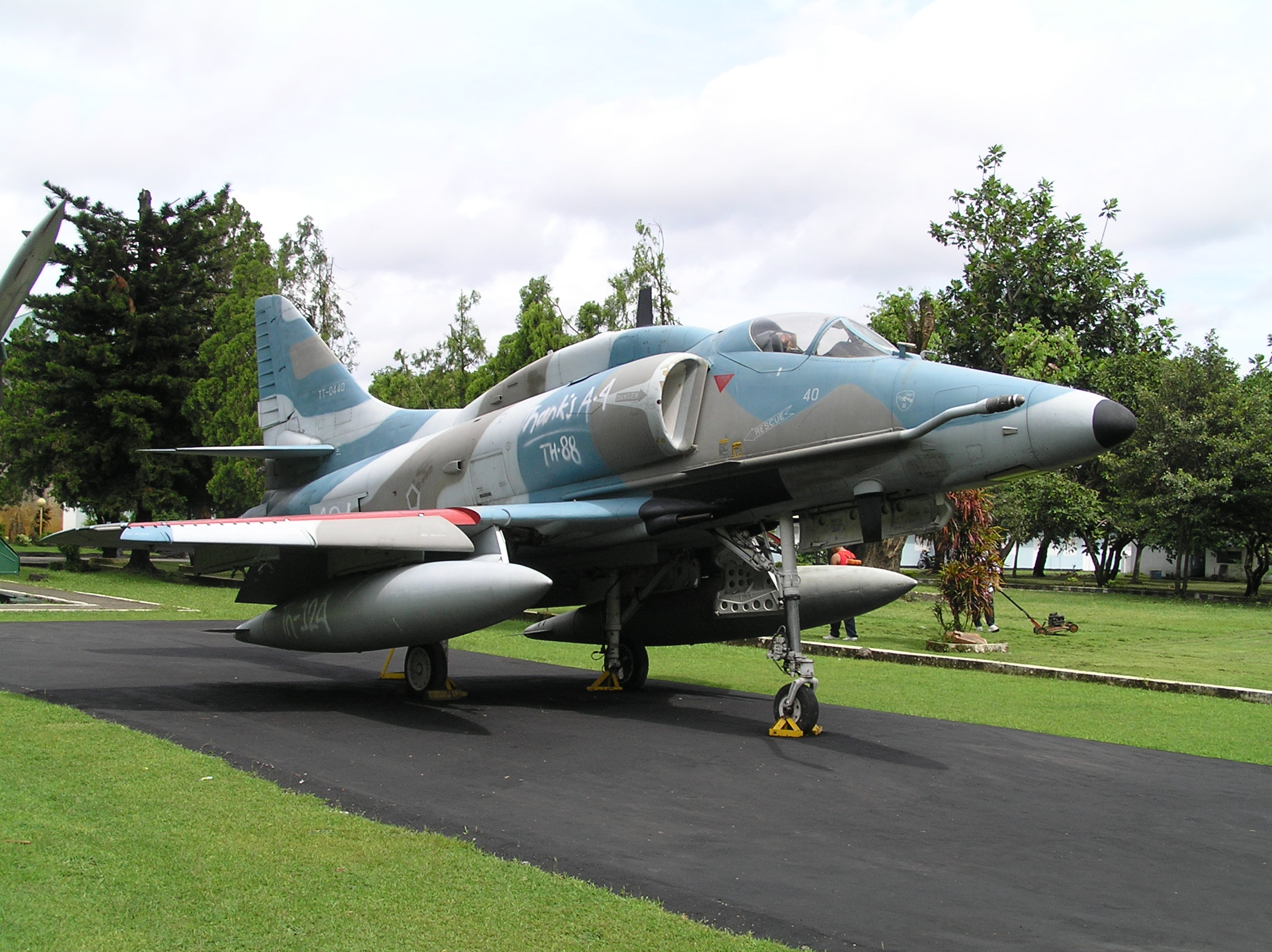
إيه-4 سكاي هوك of the Indonesian Air Force

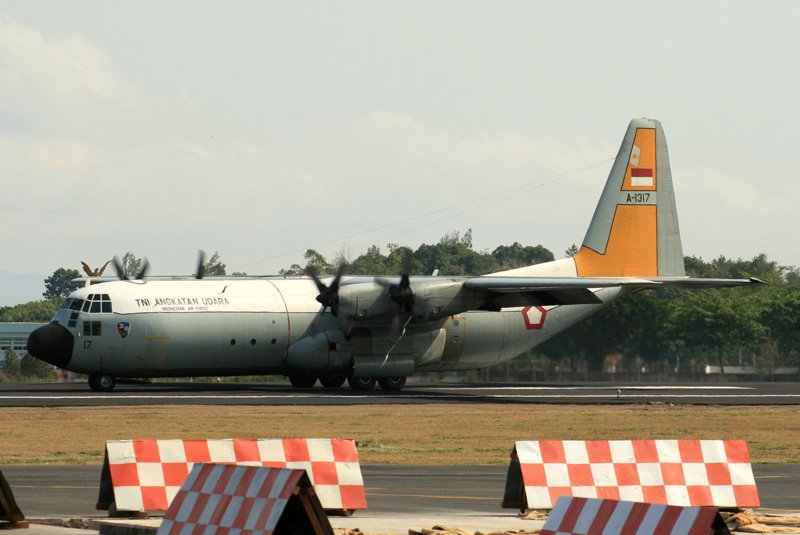
An Indonesian Air Force Lockheed C-130H-30 at Adisucipto International Airport

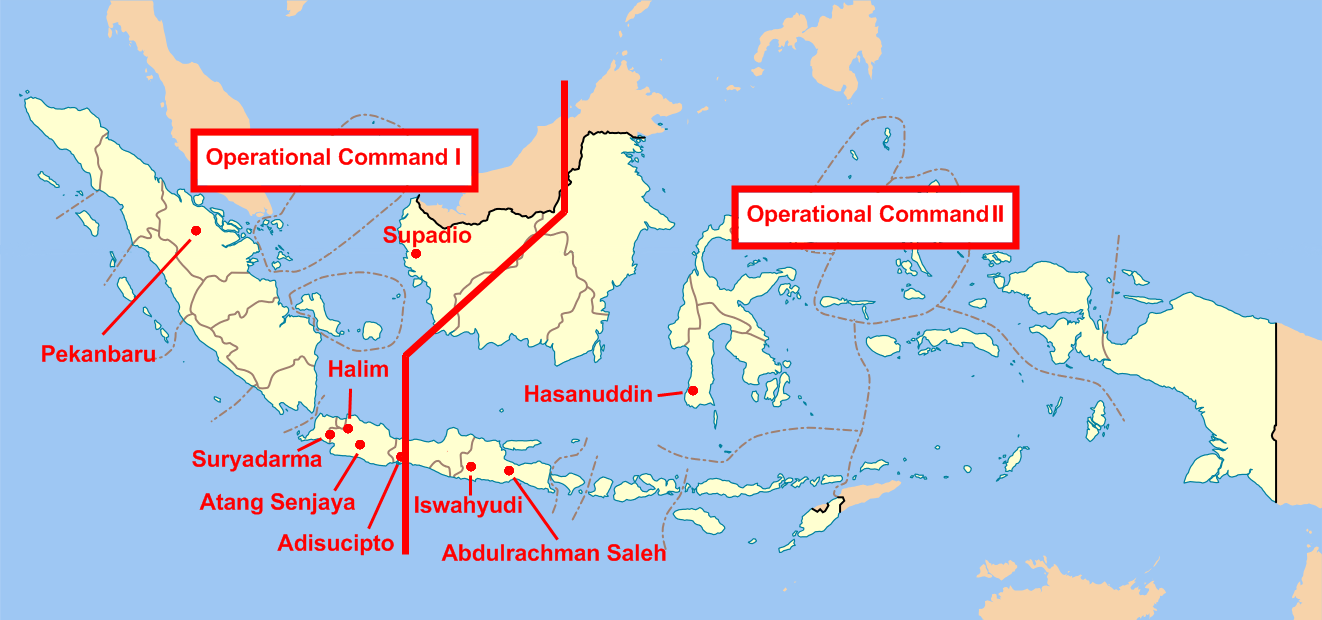
Bases and command areas of the Indonesian Air Force

### معرض
- A Su-30 on take off
- Airtech CN-235
- C-130H Hercules on the tarmac at Langkawi International  [لغات أخرى]‏
- T-50i Indonesian Air force

## مزيد من القراءة
- Carlo Kopp, 'Indonesia's Air Capacity of Critical Concern to Australia,' Australian Aviation magazine, April 1993, pages 32–41

## وصلات خارجية
- Official Website of TNI-AU (Air Force)
- Watch Su-30mk2 Indonesian Air Forces video from يوتيوب